# Val d'Aran

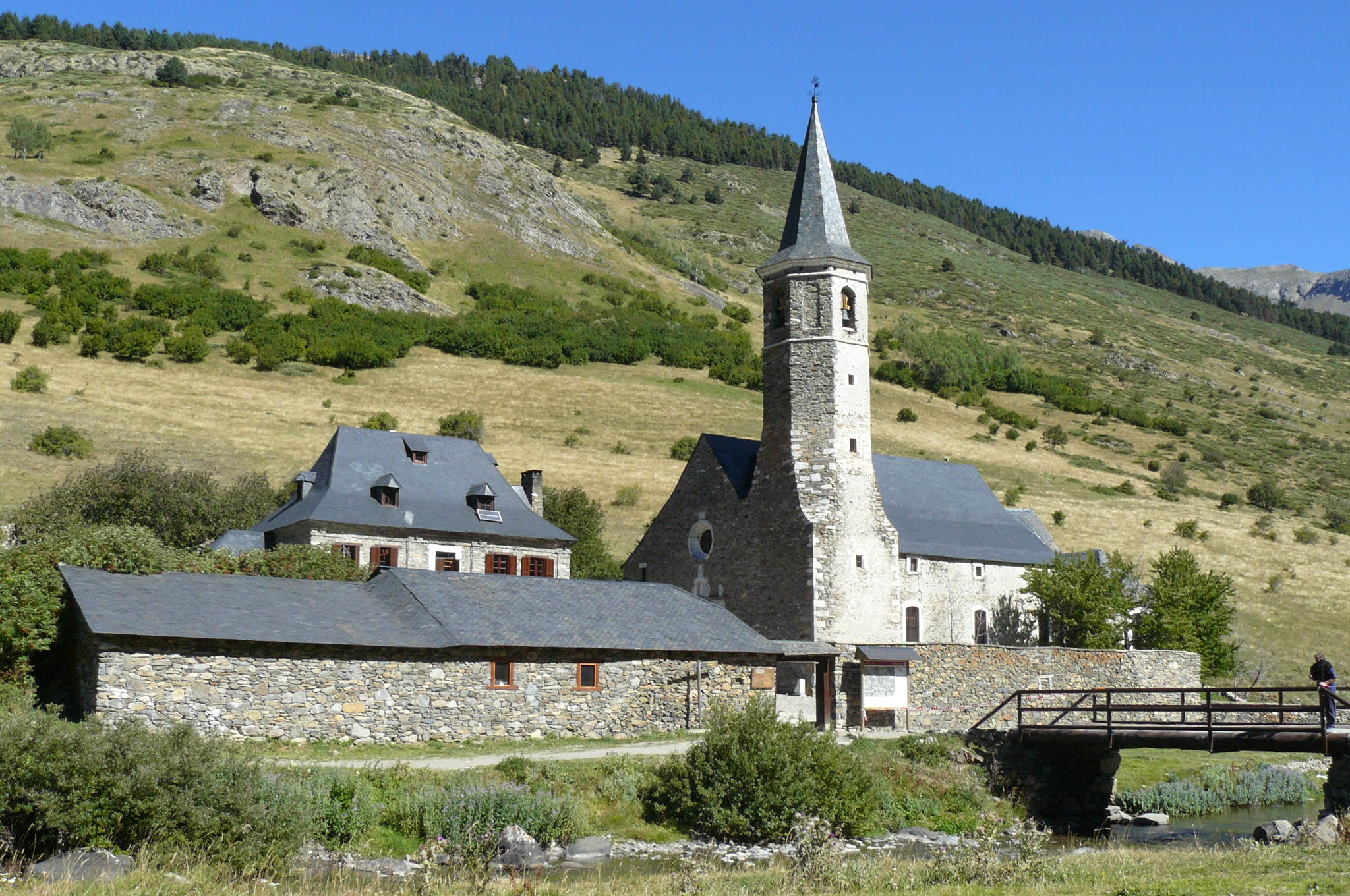
Helgedomen vid Montgarri i grevskapet Val d'Aran.

Val d'Aran (aranesiska: Val d'Aran, katalanska: Vall d'Aran, spanska: Valle de Arán), Arandalen, är en comarca i nordvästra delen av Katalonien i nordöstra Spanien. Här ligger källan till floden Garonne.

## Beskrivning
Det är en av de högst belägna dalarna i Pyrenéerna. Val d'Aran gränsar till Frankrike i norr, till Aragonien i väst och med de katalanska comarques Alta Ribagorça i syd och Pallars Sobirà i öst. Huvudstaden är Vielha med 3 692 invånare (1996).

## Språk
Arandalen är den enda del av Katalonien där katalanska inte är traditionellt modersmål. Dalen ligger otillgängligt till, på nordsidan av Pyrenéerna, och har bevarat aranesiskan – en variant av occitanska – som talat språk. Medan occitanskan genom de senaste seklen trängts tillbaka i Sydfrankrike, har denna dal på sydsidan av nationsgränsen genom sin isolering kunna behålla det gamla modersmålet.
Sedan 2010 har aranesiska officiell status i Val d'Aran.

## Källhänvisningar
Den här artikeln är helt eller delvis baserad på material från katalanskspråkiga Wikipedia, Vall d'Aran, 25 augusti 2014.